# خوسه رامون لوپس
خوسه رامون لوپس (اسپانیایی: José Ramón López‎؛ زادهٔ ۲۲ نوامبر ۱۹۵۰) قایقران کانو اهل اسپانیا بود.